# Masicera angusta
Masicera angusta là một loài ruồi trong họ Tachinidae.